# Fédération nationale des anciens prisonniers de guerre (Belgique)
Ne doit pas être confondu avec Fédération nationale des anciens prisonniers de guerre (France).
La Fédération nationale des anciens prisonniers de guerre (Nationaal Verbond der Oud-Krijgsgevangenen (NVOK) en néerlandais) est une association belge fondée en 1947 visant à regrouper les anciens prisonniers de guerre afin de défendre leurs intérêts symboliques et matériels.
La FNAPG a compté jusqu'à 900 sections réparties aux niveaux régional et provincial dont le but était d'établir, sur une base légale, et de faire appliquer les droits généraux des prisonniers de guerre.